# Stavros Dimas

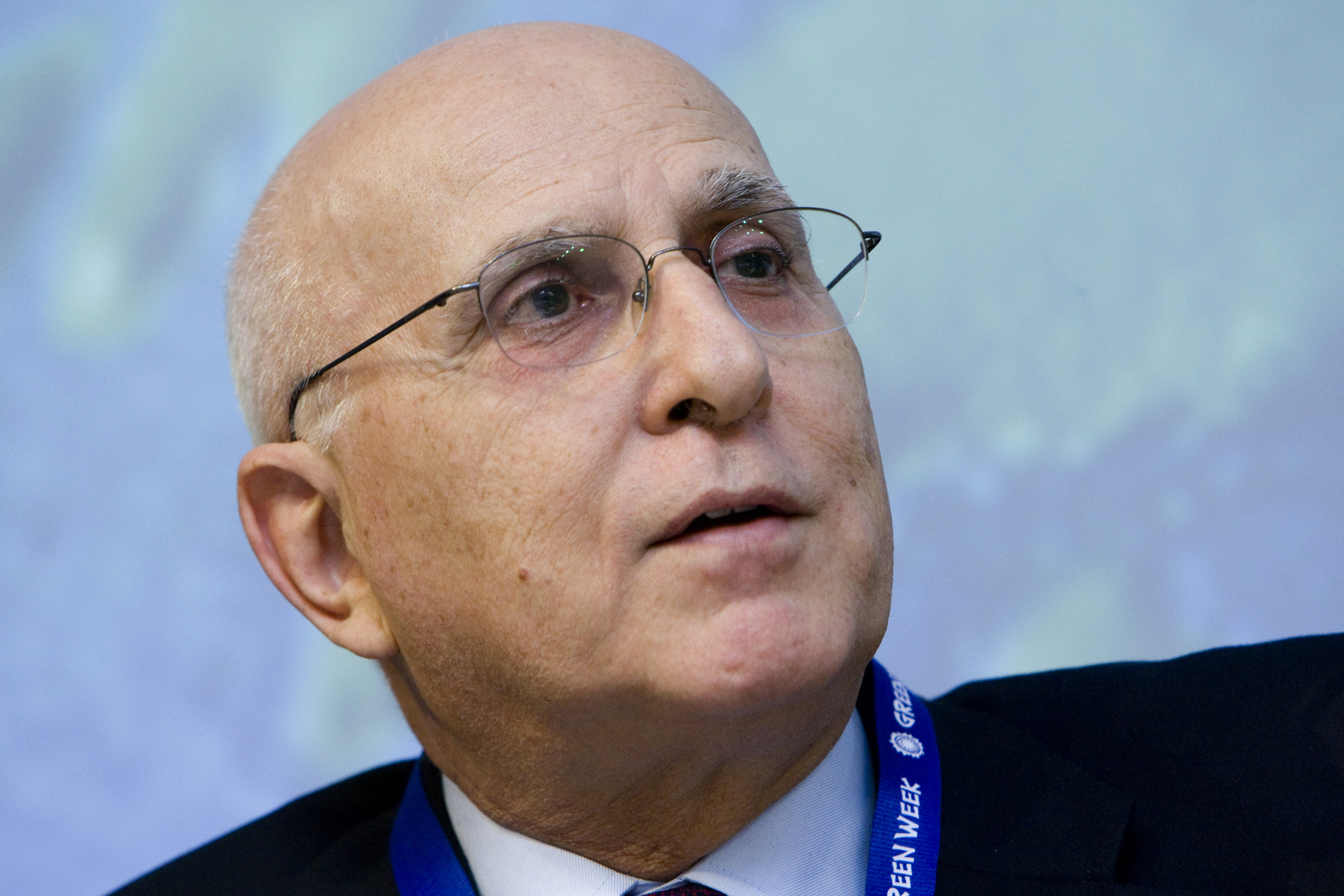
Stavros Dimas (2009)

Stavros Dimas [ˈstavrɔs ˈðimas] (griechisch Σταύρος Δήμας; * 30. April 1941 in Athen) ist ein griechischer Politiker und ehemaliger EU-Kommissar für Umweltpolitik.

## Leben
Dimas studierte Jura an der Universität Athen und der New York University. Er arbeitete zunächst in einem Anwaltsbüro an der Wall Street und danach für die Weltbank.

## Politik
Seit 1977 war er in der griechischen Politik für die Nea Dimokratia tätig. Er hatte verschiedene Ministerämter inne wie Handel (1980–1981), Landwirtschaft (1989–1990) und Industrie (1990–1991).
Vom 11. November 2011 bis 16. Mai 2012 war Dimas Außenminister in der Übergangsregierung von Loukas Papadimos.
Am 9. Dezember 2014 wurde er von Ministerpräsident Andonis Samaras (Kabinett Samaras) als Kandidat für die Präsidentschaftswahl vorgeschlagen. Er verfehlte jedoch in drei Wahlgängen im griechischen Parlament am 17., 23. und 29. Dezember 2014 die nach der Verfassung erforderliche Mehrheit von zwei Dritteln bzw. im dritten Wahlgang 60 % der Stimmen, weshalb Parlamentsneuwahlen notwendig wurden.

## Karriere in der Europäischen Union
Im März 2004 folgte er Anna Diamantopoulou als EU-Kommissar für Arbeit und Soziales nach (Kommission Prodi, bis November 2004). Von 2004 bis Februar 2010 leitete er das Umweltressort in der Kommission Barroso I. Zuständig war er für Erneuerbare Energien, Lärmreduzierung, Klimaschutz, Biotechnologie und die Wirtschaftlichkeit von Umweltmaßnahmen.
Als Kommissar setzte er unter anderem durch, dass in der Lissabon-Agenda zur Wettbewerbsfähigkeit der EU Nachhaltigkeit und Umweltschutz anerkannt wurden. Zudem hat die EU-Kommission grundsätzlich den Umweltschutz als notwendig für langfristigen Wohlstand anerkannt.
Dimas kritisierte 2007 die deutsche Klimapolitik: Deutschland habe seine Vorreiterrolle in diesem Bereich an Länder wie das Vereinigte Königreich und Schweden verloren. In den Jahren darauf kam es in Deutschland zu einem enormen Zubau an Windrädern und Photovoltaikanlagen (siehe z. B. Erneuerbare Energien#Deutschland).
Im 2008 setzte er ein Import- und Handelsverbot für Produkte, welche aus Robben hergestellt werden, für die EU durch. Kritisiert hatte Dimas die grausame Art mit welcher die Robben getötet werden.